# پاناگاما
پاناگاما (به لاتین: Pannagama) یک منطقهٔ مسکونی در سری‌لانکا است که در استان مرکزی (سری‌لانکا) واقع شده‌است.